# وحدة تحكم لينكس

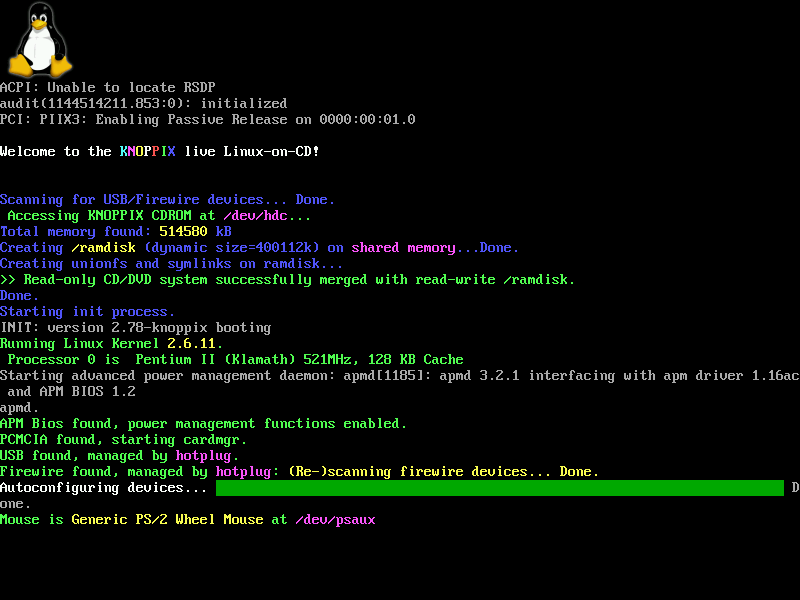
وحدة تحكم فريمبفر تُظهر إقلاع نوبكس. ظهور رسمة البطريق تُبين أن هذه وحدة تحكم فريمبفر المغايرة لوحدة التحكم النصية

وحدة تحكم لينكس هي وحدة تحكم النظام الداخلية لنواة لينكس. (وحدة تحكم النظام أو بالإنجليزية system console هي أداة تستقبل جميع رسائل وتحذيرات النواة وهي التي تسمح بتسجيلات الدخول في وضع المستخدم الواحد). تزود وحدة تحكم لينكس منفذ للنواة والعمليات الأخرى لإرسال ولإظهار الرسائل النصية للمستخدم، ولاستقبال الرسائل النصية المُدخلة من المستخدم. حيث يُدخل المستخدم بشكل اعتيادي النص عبر لوحة المفاتيح ويقرأ الناتج أو النص الظاهر على شاشة الحاسوب. تدعم نواة لينكس وحدات التحكم الافتراضية (والتي تكون منفصلة منطقياً عنها، ولكنها تصل لنفس لوحة المفاتيح وشاشة العرض). إن وحدة تحكم لينكس (ووحدات التحكم الافتراضية للينكس) مزودة من قبل العناصر النظامية الجزئية والافتراضية من نواة لينكس، ولا تعمتد على أي برمجية خاصة بمساحة المستخدم. وهذا مختلف عن محاكي الطرفية ( والتي هي عبارة عن عملية خاصة بمساحة المستخدم تحاكي الطرفية وتستخدم بشكل أساسي في بيئة الواجهات الرسومية).

لقد كانت وحدة تحكم لينكس من أولى مزايا النواة وكتبت وحررت أصلاً من قبل لينوس تورفالدز عام 1991، (راجع تاريخ لينكس). ويوجد هنالك تطبيقان أساسيّان: تطبيق فريمبفر (framebuffer) وتطبيق الوضع النصي. إن تطبيق فريمبفر افتراضي في توزيعات لينُكس الحديثة، وهو يزوّد إلى جانب وضعية الإعدادات للنواة (وهو تطبيق آخر، اسمه بالإنجليزي mode setting ) يزوّدان دعم لمستوى النواة من أجل إظهار بعض المزايا، كعرض بعض الرسوميات أثناء إقلاع النظام. 
إن وحدة تحكم لينكس هي ميزة اختيارية للنواة، ومعظم أنظمة لينكس المضّمنة لا تفعِّلها. حيث تزود تلك الأنظمة واجهات بديلة للمستخدم (مبنية على الوب مثلاً)، أو تقوم بالإقلاع مباشرة لواجهة المستخدم الرسومية وتستخدمها بشكل أساسي من حيث التفاعل مع المستخدم. 

## الهدف
تزوِّد وحدة تحكم لينكس طريقاً للنواة والعمليات الأخرى لإظهار الرسائل النصية للمستخدم، ولاستقبال الرسائل النصية المُدخلة من المستخدم.